# Lampada a scarica

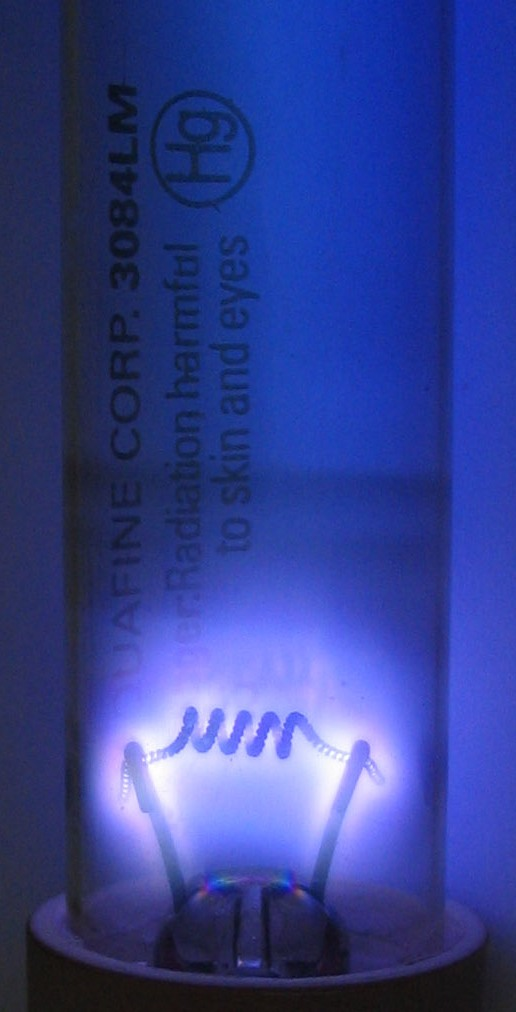
Lampada UV germicida a vapori di mercurio, ingrandimento di un'estremità (elettrodo)

La lampada a scarica è un tipo di lampadina basata sull'emissione luminosa per luminescenza da parte di un gas ionizzato. La ionizzazione del gas è ottenuta per mezzo di una differenza di potenziale, che fa migrare gli elettroni liberi e ioni positivi ai diversi capi della lampada (dove sono presenti gli elettrodi). La lampada a scarica è un tipo di lampada ad arco.

## Introduzione
È costituita da una ampolla e/o un tubo di vetro o quarzo contenente un gas inerte, miscelato ad un sale, e almeno due elettrodi tra cui avviene la ionizzazione del componente del gas, il quale rilascia fotoni. Possono essere presenti elettrodi supplementari per l'innesco. Solitamente le lampade a bassa pressione sono a forma di tubo diritto o curvato a U, mentre le lampade ad alta pressione sono costituite da una piccola ampolla di quarzo (adatto a resistere a temperature più elevate). La lampada può essere contenuta in un involucro in vetro con la funzione di schermare i raggi ultravioletti, ospitare eventuali elementi accessori e proteggere il tubo. Bisogna prestare particolare attenzione al fatto che le impronte digitali possono danneggiare il bulbo di quarzo della lampada, specie quando è caldo, perché i depositi di grasso presenti sulle dita, rimasti sul bulbo dopo che questo è stato toccato a mani nude, possono carbonizzarsi una volta che la lampada è stata accesa, rendendo il bulbo più fragile nel punto in cui è stato toccato, il che può condurre alla sua rottura. Poiché il grasso cutaneo può attrarre calore e causare un punto debole sul bulbo, si raccomanda di non toccare a mani nude il rivestimento in quarzo della lampada, ma di usare un panno pulito oppure reggere la lampada per la base (di porcellana). Se il bulbo viene toccato con le dita, va pulito con un panno imbevuto d’alcol e asciugato.
L'emissione luminosa è monocromatica o limitata alle righe di emissione spettrale del gas contenuto, se questo è a bassa pressione.
Il gas può anche essere il vapore di un elemento solido o liquido, per esempio mercurio o sodio. In questo caso però la lampada non è subito efficiente, poiché è necessario che il materiale evapori o sublimi per effetto del calore prodotto dalla scarica nel gas accessorio. Possono essere necessari diversi minuti perché la lampada inizi a produrre una luce accettabile e in molti casi questo è un limite.

## Alimentazione e accensione
La caratteristica tensione/corrente di una lampada a scarica presenta una soglia a tensione costante in corrispondenza di una intensità di corrente caratteristica dipendente dal gas, dalla temperatura e dalle condizioni di funzionamento, ne consegue che l'alimentazione deve avvenire in corrente costante, per ottenere questo si pongono in serie al tubo degli induttori
o meno frequentemente dei condensatori o resistenze.
La tensione di rete non è sufficiente per innescare la scarica, per cui è necessario provvedere con opportuni circuiti a provocare una prima ionizzazione del gas. Questo può essere ottenuto provocando un momentaneo aumento della tensione di alimentazione per mezzo di trasformatori e starter, oppure applicando un impulso di alta tensione (migliaia di volt) a un elettrodo posto sulla superficie esterna del tubo: il campo elettrico generato è sufficiente ad avviare la ionizzazione. In altri tubi è presente un elettrodo di innesco posto a brevissima distanza da uno dei due elettrodi ordinari: questo elettrodo viene brevemente alimentato con la normale tensione di rete che, data la distanza ridotta, è ora sufficiente per innescare un piccolo arco; il riscaldamento e l'emissione di ioni e radiazioni provoca l'innesco del restante gas.

Un ulteriore metodo per accendere la lampada è quello di sottoporla a un campo elettromagnetico ad alta frequenza, da decine di kilohertz a molti megahertz.
Esistono inoltre lampade a induzione in cui non si hanno connessioni elettriche tra l'interno e l'esterno del tubo e il gas viene ionizzato da una radiazione elettromagnetica indotta dall'esterno: questo fenomeno si può osservare anche con le normali lampade fluorescenti che, se accostate a forti sorgenti di campi elettromagnetici, come l'antenna di un potente trasmettitore radio, emettono luce.
Una volta innescata la scarica con uno dei metodi descritti, questa si propaga a valanga a tutto il gas, il quale si mantiene ionizzato indefinitamente. In condizioni di regime la tensione ai capi del tubo si mantiene a valori più bassi della tensione di rete e non è più necessario l'intervento dei circuiti accenditori.

### Alimentatore elettromagnetico
L'alimentatore tradizionale è composto da un induttore (o reattore) e un dispositivo di innesco (starter). L'utilizzo di un induttore consente di implementare due importanti funzioni:
1. durante la fase di accensione, in combinazione con lo starter, consente di ottenere una sovratensione che innesca la scarica nel gas;
2. nel funzionamento a regime agisce come limitatore di corrente, in quanto a scarica innescata il tubo diviene un percorso a bassissima impedenza.

Poiché il reattore è avvolto su nucleo di materiale ferromagnetico (laminato per limitare la dispersione di energia per riscaldamento da correnti parassite), durante il funzionamento regolare si originano delle vibrazioni alla frequenza di rete (50 Hz in Italia) che causano il caratteristico ronzio delle lampade fluorescenti.
La tensione di rete a 230 volt non è sufficiente a innescare la scarica a freddo, per cui occorrono circuiti ausiliari che intervengano all'accensione. A questo scopo gli elettrodi dei tubi sono spesso costituiti da un filamento le cui estremità sono riportate su contatti elettrici esterni. Un dispositivo, lo starter, alimenta i filamenti con la tensione di rete per un breve tempo, provocandone il riscaldamento e quindi favorendo l'innesco della scarica. I filamenti incandescenti infatti emettono elettroni avviando la ionizzazione del gas.
Lo starter è sostanzialmente un interruttore, racchiuso in una piccola ampolla contenente gas rarefatto, in cui il contatto mobile è costituito da una lamina bimetallica che si deforma riscaldandosi. La sequenza di accensione del tubo è la seguente:
1. inizialmente lo starter è freddo, il suo contatto interno è aperto e il potenziale di rete è applicato interamente ai suoi capi: ciò provoca la ionizzazione del gas in esso contenuto;
2. la ionizzazione del gas all'interno dello starter consente la circolazione di una corrente che riscalda i filamenti della lampada, posti in serie, ma provoca anche il riscaldamento della lamina bimetallica che si flette e, dopo circa 1 secondo, chiude il contatto;
3. la chiusura del contatto provoca la circolazione di una corrente maggiore nei filamenti, che si riscaldano ulteriormente ed emettono delle "nubi di elettroni" nel tubo;
4. durante il tempo di chiusura del contatto il gas all'interno dello starter non è più ionizzato, la lamina bimetallica si raffredda e dopo circa 1 secondo il contatto si riapre;
5. l'apertura del circuito causata dallo starter provoca, per effetto dell'autoinduzione sul reattore, una sovratensione ai capi della lampada che provoca l'innesco;
6. una volta avvenuto l'innesco l'impedenza della lampada diminuisce drasticamente e la tensione ai capi dello starter, collegato in serie, diviene pari a circa la metà di quella di rete, valore non più sufficiente a ionizzare il gas al suo interno; in mancanza di ionizzazione non si ha corrente circolante nella lamina bimetallica, la quale resta fredda e il contatto dello starter rimane quindi aperto.

Nel caso l'accensione non andasse a buon fine, l'accenditore ripete la procedura appena descritta
Un approccio alternativo consiste nel fornire al tubo una tensione elevata di migliaia di volt da un trasformatore. Si elimina la necessità di riscaldare i filamenti e si possono alimentare tubi molto lunghi.
Ogni alimentatore produce una corrente di scarica, che viene dispersa attraverso il conduttore di terra. La norma limita questa corrente a un massimo di 0,5 mA per apparecchio, ma in caso di comando di molte lampade fluorescenti bisogna tenerne conto nel dimensionamento della protezione differenziale.
Il funzionamento di tipo induttivo degli alimentatori elettromagnetici comporta un fattore di potenza basso, che raggiunge spesso valori tra 0,3 e 0,6. È necessario, quindi, installare un condensatore di rifasamento per riportare il fattore di potenza a 0,9.

### Alimentatore elettronico autoscillante
L'alimentatore elettronico autoscillante semplifica notevolmente la gestione delle lampade fluorescenti rispetto a un alimentatore elettromagnetico. Grazie a una tensione di innesco interna l'impiego dello starter diviene superfluo, inoltre non è necessario alcun rifasamento, poiché il fattore di potenza è già superiore a 0,95.
Gli apparecchi che montano un alimentatore elettronico consentono un funzionamento più economico, poiché necessitano di un assorbimento di potenza del sistema decisamente minore rispetto alle applicazioni tradizionali con alimentatori induttivi a parità di illuminazione.
Ad esempio, una lampada da 18 W con alimentatore ferromagnetico in classe C richiede una potenza di circa 28 W, mentre con alimentatore elettronico 19-20 W: il risparmio è evidente. Bisogna tuttavia porre una certa attenzione nel dimensionamento dell'interruttore automatico di protezione: infatti, in un circuito composto da reattore induttivo/starter le lampade si accendono in tempi diversi; al contrario, in uno con alimentatore elettronico tutte le lampade fluorescenti si inseriscono contemporaneamente. I condensatori antidisturbo contenuti nell'alimentatore generano un impulso di corrente elevato che, anche se di durata estremamente breve, può far scattare l'interruttore automatico. Alcuni costruttori di alimentatori forniscono il numero massimo di alimentatori collegabili in funzione del tipo di interruttore di protezione utilizzato.
Molto diffuse sono anche le lampade dette fluorescenti compatte a risparmio energetico, costituite da un tubo fluorescente di piccolo diametro abbinato a un circuito elettronico di alimentazione. Il tutto è montato su uno zoccolo a vite simile a quello delle normali lampadine, al cui posto possono essere montate.

### Alimentatore elettronico a componenti integrati
Questo alimentatore utilizza circuiti integrati (compreso un oscillatore programmabile) per il controllo della lampada. Basandosi sul fatto che una lampada fluorescente richiede una tensione alternata con duty cycle 50% e il circuito di pilotaggio è un circuito risonante (L, C), è semplice generare una forma d'onda quadrata in ingresso a questo circuito. Il circuito risonante la trasforma in un'onda dall'andamento sinusoidale. Poiché un circuito costituito da una L e una C ha un picco di risonanza a una frequenza ben definita, risulta chiaro che variando la frequenza della forma d'onda quadra creata ci si può avvicinare al picco di risonanza e pilotare la lampada con una tensione sempre più alta. Inoltre lavorando ad alte frequenze è possibile far scorrere nei catodi di lampada una corrente abbastanza bassa da non far accendere la lampada ma sufficiente per riscaldare i filamenti ed evitare che si danneggino all'accensione, aumentando così il tempo di vita della lampada.
Ecco come funziona, in breve, una lampada con circuito di controllo elettronico.
Inizialmente la lampada viene alimentata con una forma d'onda sinusoidale (grazie al circuito risonante che riceve un'onda quadra in ingresso) ad alta frequenza (ad esempio 70 kHz) e una piccola corrente scalda i filamenti per circa 1 secondo. Poi la frequenza viene abbassata (35 kHz) in un tempo pari a qualche decina di millisecondi finché non si arriva molto vicino al picco di risonanza dove la tensione raggiunge qualche kV. La scarica nel gas presente nella lampada la fa accendere, la curva di risonanza si modifica, perché la lampada accesa costituisce un carico diverso e la tensione si stabilizza intorno ai 100 V. A questo punto si può facilmente variare l'intensità luminosa aumentando la frequenza della forma d'onda di controllo. Generalmente tutto questo viene ottenuto con un circuito integrato che può essere nascosto facilmente nella base delle lampade compatte, le cosiddette CFL.

## Tipi più comuni
Il fenomeno dell'emissione di luce da parte di una scarica elettrica è stato studiato a partire dalla seconda metà del XIX secolo da scienziati quali Charles Wheatstone e Jean Foucault. La scarica era ottenuta accostando due elementi metallici o barrette di grafite in aria atmosferica. Questo tipo di lampada è stata usata per diverso tempo prima dell'invenzione della lampadina a incandescenza e anche successivamente dove erano richiesti flussi luminosi elevati. Gli svantaggi principali di questa tecnica sono: il rapido consumo degli elettrodi, la necessità di regolarne continuamente la distanza (sia per l'innesco che per il deterioramento), l'instabilità della luce prodotta e l'eccessiva intensità di questa per usi comuni. I primi problemi erano in parte risolti con l'utilizzo di meccanismi a orologeria che avvicinavano progressivamente gli elettrodi.
Successivi studi e perfezionamenti crearono una varietà di lampade in cui la scarica avviene attraverso un gas a pressione inferiore a quella atmosferica. Le principali attualmente in uso sono:

### Sodio a bassa pressione (SOX)

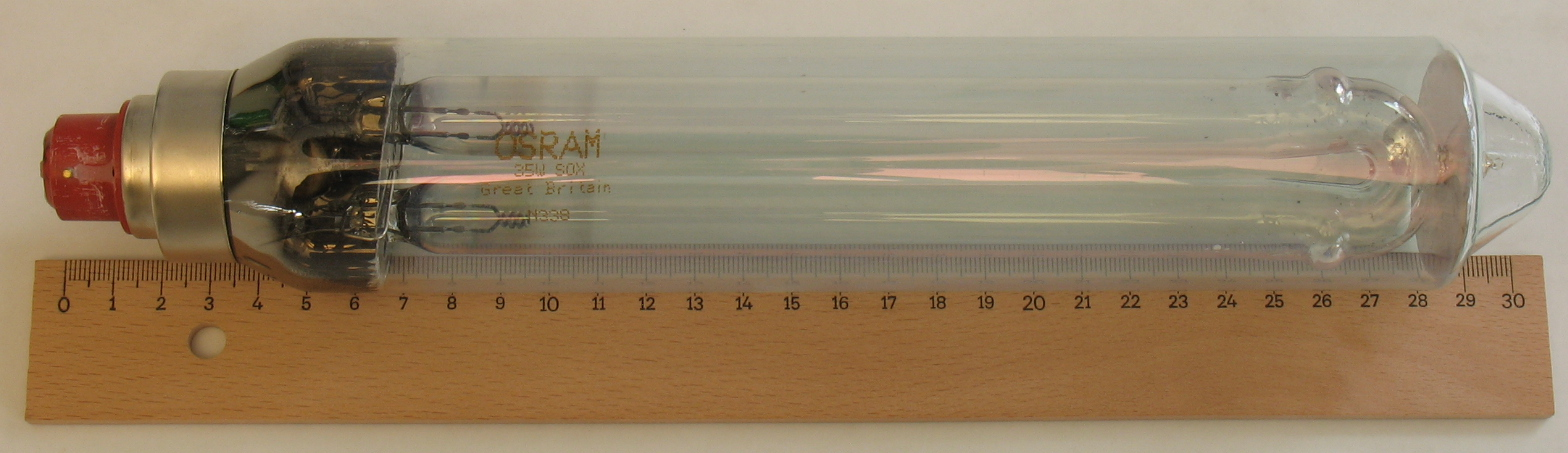
Una lampada al sodio del tipo SOX da 35 watt

Il principio di funzionamento si basa su una scarica elettrica in un ambiente gassoso composto da Ar+Ne+Na.
Durante l'accensione a freddo, il sodio è depositato attorno al bulbo interno e la scarica avviene in una miscela Penning composta da Argon e Neon.
La scarica in questa miscela provoca il repentino riscaldamento della lampada, fino a raggiungere la temperatura di fusione del sodio.
A quel punto, il sodio vaporizza e viene ionizzato dalla scarica, facendo assumere così la caratteristica emissione monocromatica gialla del sodio.
L'emissione è in luce monocromatica gialla alla lunghezza d'onda caratteristica di emissione del sodio, di 589 nm. È usata nell'illuminazione stradale in incroci soggetti a nebbia. Grazie all'emissione monocromatica in una lunghezza d'onda ottimale per l'occhio umano, presenta una efficienza luminosa molto elevata.
Come una comune lampada a vapori di mercurio a bassa pressione, questa non ha bisogno di un ciclo di raffreddamento in caso di interruzione dell'alimentazione ma, a differenza di questa, richiede un tempo di riscaldamento molto lungo (circa 6-10 minuti), durante i quali emette la caratteristica luce rossa/rosata del neon presente al suo interno.

### Sodio ad alta pressione (SON)

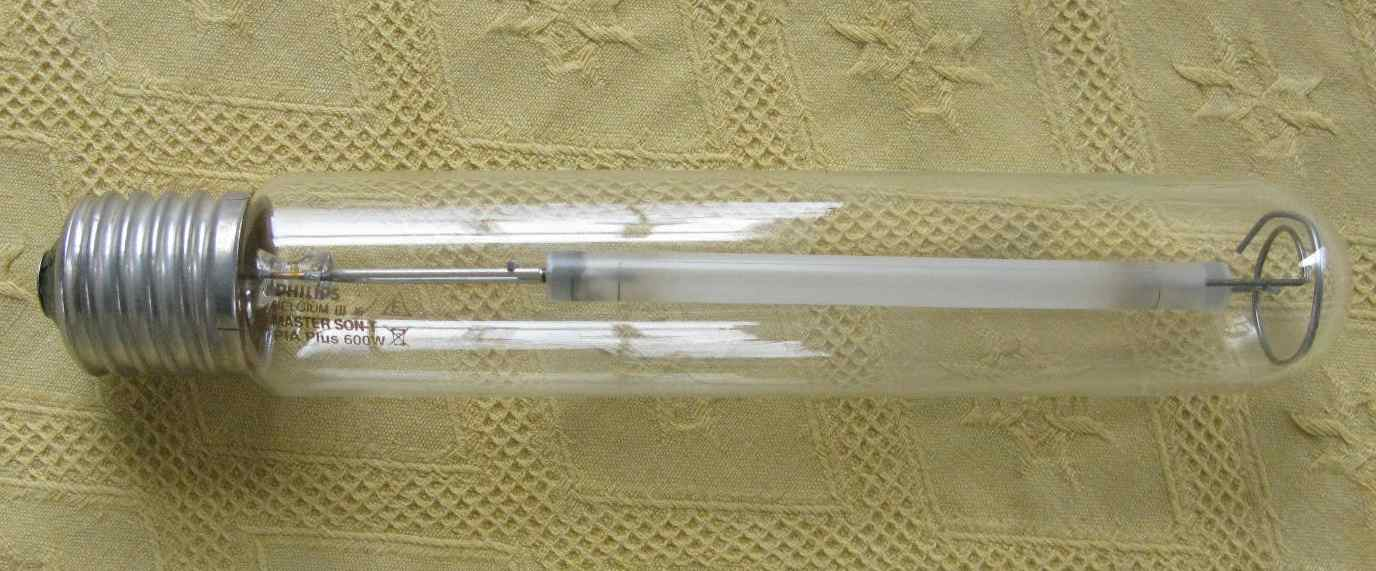
Una lampada al sodio del tipo SON da 600 watt

Aumentando la pressione, il vapore di sodio si allontana dallo stato di gas ideale e il suo spettro di emissione si allarga rispetto alla riga spettrale monocromatica tipica. La luce prodotta da queste lampade è di colore bianco tendente al giallo (2000-2500 K), caratteristica che le rende adatte per applicazioni in cui la resa dei colori è gradita, ma non fondamentale (per esempio l'illuminazione stradale). Il rendimento luminoso è elevato (fino a 150 lumen/watt nelle ultime esecuzioni Super a migliore rendimento) ed elevata è la durata di vita (oltre 16 000 ore), tuttavia lo spegnimento per esaurimento può arrivare a molte decine di migliaia di ore. Particolari accorgimenti costruttivi fanno fronte all'aggressività chimica del sodio.
In caso di interruzione dell'alimentazione (o di violenta agitazione che ne causa lo spegnimento), salvo ballast particolari in grado di generare tensioni di 30-70 kV, la lampada necessita di un ciclo di raffreddamento di 3-5 minuti.
A fine vita, a causa dell'esaurimento del sodio nel tubo, il quale una volta vaporizzato sostiene l’arco elettrico, queste lampade diventano instabili durante il funzionamento, dato che essendosi esaurito il sodio, l’arco elettrico è sostenuto dal solo gas di innesco (Xeno) che, a causa dell’innalzamento di temperatura e del conseguente innalzamento di resistenza dello stesso, dopo uno o due minuti non riesce più a sostenere l’arco e la lampada si spegne. Una volta che il tubo di scarica si è raffreddato l’accenditore riesce ad ri-innescare la scarica e la lampada si riaccende, quindi la temperatura sale, dunque si rispegne e così via: questa è la causa del fenomeno della repentina accensione e spegnimento delle lampade al sodio, detto in inglese “cycling”, spesso osservabile nei lampioni stradali che persiste fino a quando, a causa dell’esaurimento totale anche del gas di accensione, non sono più in grado di riaccendersi. Tale processo prima dell'esaurimento totale può, se la lampada non viene sostituita, durare anche per molti anni e, in alcune lampade, comporta anche la modifica del colore da appena accesa che diviene bianco o bianco-azzurrato (colore del gas di accensione che viene esaltato dall’assenza di sodio), modificandosi poi durante la fase di accensione (se sufficientemente lunga, dato che con il tempo si accorcia sempre di più fino allo spegnimento) fino al colore normale arancione.
Inoltre, anche prima dell’inizio della fase del “cycling”, un segno premonitore dell’esaurimento della lampada è la modifica del colore della luce, in fase di accensione, la cui tonalità resta maggiormente tendente all'azzurro (vecchia mescola) o al bianco (nuova mescola) virando sull'arancione solo dopo parecchi secondi a causa del progressivo esaurimento del sodio nel tubo che non riuscendo ad evaporare lascia in risalto le lunghezze d'onda emesse dalle altre componenti della mescola (mercurio/xeno).

### Sodio ad altissima pressione (SDW)
Il funzionamento di questo tipo di lampada è comparabile con quello delle lampade SON, ma differisce la pressione interna del gas: aumentando la pressione lo spettro di emissione si arricchisce di linee spettrali, rendendo questa lampada una valida alternativa alle comuni lampade ad alogenuri metallici in ambienti dove il rischio di contaminazione in seguito a esplosione deve essere evitato.
La luce prodotta da queste lampade è di colore bianco tendente al giallo (2000-2500 K), caratteristica che le rende adatte per applicazioni in cui la resa dei colori è importante (es. l'illuminazione di banchi alimentari).
La relativa alta pressione nei vapori di sodio è la causa principale della bassa efficienza di questo tipo di lampade (50 lm/W).

### Alogenuri metallici (MH)
L'introduzione nelle lampade ai vapori di mercurio o di sodio ad alta pressione di ioduri metallici (iodio, tallio, indio, disprosio, olmio, cesio, tulio) migliora la resa dei colori delle lampade al sodio e dà loro una temperatura di colore molto elevata (4000-5600 K).
La loro resa cromatica le rende particolarmente adatte all'illuminazione di impianti sportivi o nei videoproiettori digitali, dov'è necessario avere un'alta resa dei colori.
Grazie alla loro compattezza, alle svariate forme e potenze e tonalità disponibili, all'elevata efficienza luminosa compresa tra 80 e 100 lumen/watt, all'elevata resa cromatica IRC 80-90 e fino a 95 nelle tonalità "D" (Daylight) con gradazione di 5600 kelvin, alla lunga durata (fino a 12 000 ore), sono oggi divenute tra le lampade maggiormente diffuse.
Sono adatte per illuminare aree commerciali o pedonali, zone residenziali, strade, monumenti, grandi superfici esterne.
Grazie alla continua evoluzione gli ultimi modelli disponibili sono molto compatti e dalla luce molto simile a quella delle lampade ad alogeni (IRC 90 e 2500-3000 kelvin), trovano impiego anche in spazi interni come uffici, foyers di alberghi e ristoranti.
A livello di inquinamento luminoso sono peggiorative rispetto alle lampade al sodio alta pressione data la ricchezza dello spettro luminoso di emissione ma in termini di comfort visivo e gradevolezza della luce emessa sono preferibili in tutte quelle applicazioni ove sia necessario offrire un'illuminazione di alta qualità.
Le lampade ai vapori di alogenuri metallici e ai vapori di sodio necessitano, per essere accese a freddo, di appositi accenditori che producano impulsi di tensione di innesco compresi tra 0,75 e 5 kV.
Secondo il modello di lampada possono essere necessari dai 2 ai 10 minuti per il raggiungimento del pieno flusso luminoso e, in caso di interruzione dell'alimentazione, spesso è necessario attendere il ciclo di raffreddamento della lampada (2-15 minuti) per la riaccensione, a causa della elevata tensione di innesco che sarebbe necessaria per la riaccensione a caldo (25-60 kV) e alcune particolarità fisiche che, nel caso di lampade non progettate per la riaccensione a caldo, renderebbero il bulbo presto inutilizzabile.
La corrente di spunto della lampada può arrivare a essere superiore del 90% rispetto al valore di regime, inoltre se queste lampade vengono alimentate con ballast elettromagnetici, è necessario il rifasamento a causa del fattore di potenza piuttosto basso (da 0,3 a 0,7 secondo il modello).
A fine vita, come per le lampade al sodio, anche in quelle ad alogenuri metallici si manifesta il fenomeno del “cycling”, causato dall’esurimento degli ioduri, per cui le lampade continuano ad accendersi e spegnersi e possono restare in questa fase anche per anni, fino a quando non sono completamente esaurite.

### Vapori di mercurio a bassa pressione
La luce emessa è ionizzante e dannosa per esposizione diretta. Vengono usate per sterilizzare ambienti e oggetti.
Se l'interno del tubo viene rivestito con materiale fluorescente in grado di assorbire l'energia ultravioletta e riemettere nello spettro visibile, si ottiene la lampada fluorescente.
In caso di interruzione dell'alimentazione, la lampada non necessita di un ciclo di raffreddamento.

### Vapori di mercurio ad alta pressione

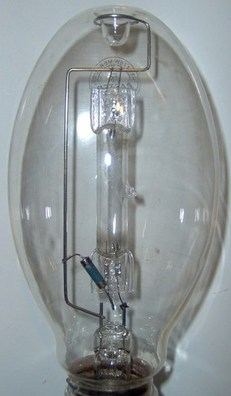
Dettaglio di una lampada ai vapori di mercurio ad alta pressione da senza rivestimento fluorescente

Con l'aumento della pressione l'emissione si sposta in luce bianca-azzurra, rendendo la lampada utilizzabile per l'illuminazione.
La tipica luce bianco-azzurrina (3300-4200 K) viene prodotta dall'arco di scarica e corretta da fosfori (a base di vanadato d'ittrio) presenti nella finitura polverata del bulbo esterno che migliorano lo spettro soprattutto nella gamma del giallo e del rosso.
Nelle lampade prive di rivestimento fluorescente interno, data la ridotta emissione nelle lunghezze d’onda dell’arancio e rosso, la tonalità è sensibilmente più fredda.
Questa lampada, a causa della sua scarsa efficienza (<60 lumen/watt) e ridotta aspettativa di vita (6-8000 ore con il 50% del flusso luminoso, tuttavia lo spegnimento totale per esaurimento può sopraggiungere anche dopo svariate decine di migliaia di ore), viene man mano sostituita da apparecchi più efficienti (lampade al sodio, ad alogenuri metallici o a LED); a causa delle differenti caratteristiche elettriche, la sostituzione della lampadina spesso comporta anche la sostituzione del circuito d'alimentazione (talvolta si provvede anche alla sostituzione totale dell'involucro) anche se non è rara la sostituzione con lampadine più efficienti progettate per funzionare con le stesse caratteristiche delle lampade a mercurio (seppur meno efficienti delle controparti "regolari", esistono lampade al sodio ad alta pressione e ad alogenuri metallici con accenditore interno progettate per funzionare con i reattori per lampade al mercurio). In particolare per sostituire lampade al mercurio di potenze 80w, 125w, 250w e 400w si utilizzano lampade sostitutive rispettivamente da 68w, 110w, 210/220w, 350w.
Le lampade sostitutive (solitamente al sodio) per quelle al mercurio ad alta pressione, come già detto, devono essere dotate di un dispositivo di accensione interno dato che gli apparecchi costruiti per lampade al mercurio non lo possiedono, infatti le lampade al mercurio funzionano alla tensione di rete mentre quelle sostitutive (che siano sodio o alogenuri metallici) necessitano di un picco di tensione per innescare la scarica nel gas. Tuttavia alcune lampade sostitutive al sodio non possiedono un accenditore interno ma utilizzano invece come gas di innesco una speciale miscela Penning (anziché Xeno), composta cioè da Argon e Neon, la quale ne permette l’accensione alla tensione di rete senza l’ausilio di picchi di tensione.
Nel caso di violenta agitazione del bulbo o di interruzione dell’alimentazione, come per tutte le altre lampade a scarica ad alta pressione, quelle al mercurio ad alta pressione necessitano di un intervallo di tempo (da 2 a 5 minuti) affinché il gas interno si raffreddi e permetta la riaccensione.
La presenza di un terzo elettrodo all'interno del tubo consente l'accensione della lampadina senza la necessità di utilizzare accenditori. Esso, affiancato a uno dei due elettrodi principali, è connesso tramite un resistore al polo opposto dell'elettrodo vicino: questo consente la generazione di una debole scarica che, ionizzando il gas, consente la formazione di un arco elettrico tra i due elettrodi principali.
Come nei casi delle lampade al sodio ad alta pressione e ad alogenuri metallici, anche nelle lampade al mercurio ad alta pressione c’è la possibilità che a fine vita si manifesti il fenomeno del “cycling”, ossia la continua accensione e spegnimento della lampada, anche se la probabilità è assai minore rispetto agli altri due tipi, infatti quasi sempre le lampade al mercurio ad alta pressione a fine vita semplicemente si spengono e non si riaccendono più. Quando si manifesta, il “cycling” nelle lampade al mercurio ad alta pressione è però differente rispetto a quelle al sodio e agli alogenuri metallici: infatti, a differenza di queste ultime, i cicli di accensione e spegnimento possono durare anche più di un'ora ciascuno (un’ora spento/un’ora acceso) contro i pochi minuti degli altri due tipi. Come per queste ultime, la fase del “cycling” può durare anche svariati anni se la lampada non viene sostituita.
Data l'elevata presenza di mercurio, il 13 febbraio 2003 è entrata in vigore la direttiva comunitaria 2002/95/CE sulla restrizione dell'uso di determinate sostanze pericolose nelle apparecchiature elettriche ed elettroniche (la cosiddetta Direttiva RoHS). Essa ha come effetto la messa al bando delle lampade al mercurio ad alta pressione dal territorio europeo. La vendita e l'installazione di queste lampade (ai privati) è stata vietata a partire dal 1º luglio 2006.

### Vapori di mercurio ad altissima pressione
La pressione delle lampade a scarica in vapori di mercurio ad altissima pressione (UHP) può superare le 200 atmosfere.
Vengono usate principalmente per illuminare sistemi di proiezione in ragione della loro alta efficienza e compattezza.

### A luce miscelata
Si tratta di lampade ai vapori di mercurio ad alta pressione in cui il reattore di alimentazione è sostituito da un filamento di tungsteno, che funge da limitatore di corrente, collocato assieme al tubo di scarica all'interno dell'involucro esterno della lampada. Durante il funzionamento, il filamento di tungsteno diventa incandescente ed emette luce come in una lampada a incandescenza, che miscelata con quella prodotta dal mercurio, una volta che quest'ultimo è evaporato, offre una tonalità più naturale. I vantaggi delle lampade a luce miscelata rispetto a quelle al mercurio ad alta pressione standard (con reattore esterno) sono la facilità di installazione (infatti possono funzionare nei normali portalampada di casa senza reattori esterni) e l’emissione istantanea di luce (dato che il filamento emette luce da subito). Per contro, si ha un notevole abbassamento del rendimento energetico fino a eguagliare quello di una comune lampada a incandescenza (18-25 lumen/watt). Inoltre, hanno seri limiti sulle posizioni di funzionamento perché il filamento di tungsteno invecchiando si allunga e può toccare parti interne in tensione.
La durata di queste lampade è intorno a 5000 ore.
La soluzione più economica e semplice per il loro rimpiazzo è l'uso di lampade alogene di pari potenza o maggiore e un variatore di potenza per l'utilizzo a potenza ridotta (pratica comunemente utilizzata). N.B.: il variatore di potenza abbassa la temperatura di funzionamento del filamento, impedendo il corretto ciclo alogeno!.

## Spettri di emissione
Alcuni modelli particolari di lampade a scarica (lampadine al neon, bulbi allo xeno, laser elio-neon e lampade spettrali da laboratorio) non utilizzano la stessa tecnologia delle lampade a scarica comuni, qui è riportata una tabella che mette in evidenza le varie tipologie.
| Gas                                | Colore                                                                                                   | Note | Immagine |
| ---------------------------------- | --- | --- | -------- |
| Elio                               | Da Bianco a arancio; in alcune circostanze, può essere grigio, blu, o verde-blu.                         | È utilizzato da artisti per le loro opere. |          |
| Neon                               | Rosso-arancio                                                                                            | Luce intensa, è usato nelle lampade al neon. |          |
| Argon                              | Violetto-blu lavanda.                                                                                    | Viene spesso utilizzato insieme ai vapori di mercurio. |          |
| Kripton                            | Colore dal grigio al verde. In caso di picchi di corrente, emette una luce blu-bianca.                   | Usato da artisti e da lampade per eccitare i laser. |          |
| Xeno                               | Grigio o blu-grigio biancastro. Emette una luce blu-verde intensa in caso di picchi di corrente.         | Utilizzato nelle lampade flash, hid e da artisti. |          |
| Azoto                              | Simile all'Argon, ma meno intenso, più rosato; emette una luce blu-bianca in caso di picchi di corrente. | |          |
| Ossigeno                           | Violetto-lavanda, meno luminoso dell'Argon.                                                              | |          |
| Idrogeno                           | Lavanda a basse correnti, rosa o magenta sopra 10 mA                                                     | |          |
| Vapori d'Acqua                     | Simile all'idrogeno, meno luminoso                                                                       | |          |
| Diossido di carbonio               | Blu-bianco, più luminoso dello xeno a basse correnti.                                                    | Utilizzato nei laser ad infrarosso lontano ad alta potenza. |          |
| Vapori di mercurio                 | Fioca luce blu e un'intensa emissione ultravioletta.                                                     | Può generare qualsiasi colore in combinazione con fosfori. Ampiamente utilizzato nelle lampade a vapori di mercurio e nelle lampade a scarica. Viene spesso utilizzato con l'argon.                                                                |          |
| Vapori di Sodio a bassa pressione. | Emissione giallastra, utilizzato nelle lampade al sodio a bassa pressione.                               | Emissione di luce gialla monocromatica concentrata nella lunghezza d’onda del sodio di 589 nm. Le lampade al sodio a bassa pressione sono spesso utilizzate nelle gallerie e negli incroci per la loro eccellente visibilità in giornate nebbiose. |          |
| Vapori di Sodio ad alta pressione. | Emissione giallastra con ulteriori linee spettrali, utilizzato nelle lampade al sodio ad alta pressione. | |          |